# أحمد القنطاري
أحمد القنطاري' لاعب كرة قدم مغربي ولد بإقليم لوار وشير في 28 يونيو 1985 ، يلعب حاليا مع نادي فالينسيان الفرنسي الذي التحق به سنة 2016 بعد تجربة قصيرة بكندا مع نادي تورونتو الممارس بالدوري الأمريكي، ولعب قبلهالنادي لنس الفرنسي في مركز قلب الدفاع من 2013 إلى 2015 كما سبق له اللعب مع الفريق الثاني لكل من باريس سان جيرمان وستراتسبورغ الفرنسيين بالإضافة إلى مجاورته لنادي بريست من 2008 إلى 2013 ، ويلعب كذلك مع المنتخب المغربي منذ سنة 2005 .

## مع المنتخب المغربي
عرف حضور القنطاري مع المنتخب المغربي الكثير من التقطعات حيث خاض القنطاري أول مقابلة دولية له مع أسود الأطلس في 2005 ضد منتخب الكامرون في لقاء ودي انتهى 0-0 ثم إنقطع عن المنتخب لمدة 5 سنوات حيث إستدعاه مساعد مدرب المنتخب المغربي لمباراة تانزانيا سنة 2010 في إطار تصفيات كأس أمم أفريقيا 2012 ثم لعب بعد ذلك 3 مباريات وتعرض لإصابة أبعدته مرة أخرى عن المنتخب وناديه بريست لمدة تفوق 3 أشهر وعاد مرة أخرى للمنتخب ليلعب معه نهائيات كأس أمم أفريقيا 2012 ولعب أولى المباريات كرسمي ضد تونس .

## روابط خارجية
- أحمد القنطاري على موقع الدوري الأمريكي (الإنجليزية)
- أحمد القنطاري على موقع قاعدة بيانات كرة القدم.إي يو (الإنجليزية)
- أحمد القنطاري على موقع ليكيب (الفرنسية)
- أحمد القنطاري على موقع ناشيونال فوتبول تيمز (الإنجليزية)
- أحمد القنطاري على موقع Soccerway.com (الإنجليزية)
- أحمد القنطاري على موقع كووورة
- أحمد القنطاري على موقع AS.com (الإسبانية)